# Världscupen i backhoppning 2009/2010
Världscupen i backhoppning 2009/2010 var den 31:a världscupen i backhoppning. Den inleddes 26 november 2009 i Kuusamo, Finland och avslutades 14 mars 2010 i Oslo, Norge.
Den 22 oktober 2008 meddelade FIS att Bauhaus blir säsongens huvudsponsor.

## Schemaändringar
1. Den 27 november 2009 meddelade FIS att deltävlingarna i Norge den 5-6 december 2009 flyttats från Trondheim till Lillehammer på grund av för årstiden varmt väder och snöbrist i Trondheim.[3]
2. Den 4 december 2009 meddelade FIS att deltävlingarna i Harrachov den 12-13 december 2009 avbröts på grund av värme och snöbrist.[4] Den 6 december 2009 sågs möjligheten att anordna en världscupdeltävling i backhoppning och en i nordisk kombination i Harrachov den 15-16 december 2009. Beslut skulle tas den 9 december 2009 at 1200 CET.[5] Den 8 december 2009 meddelades att inga deltävlingar skulle hållas i Harrachov, utan i stället en tredjedeltävling i Engelberg den 18 december 2009 .[6]

## Resultat

### Individuella tävlingar
| Omgång                                                                    | Ort                                                | Disciplin                                          | Datum                                              | Etta                                       | Två                                        | Trea                                       |
| ------------------------------------------------------------------------- | -------------------------------------------------- | -------------------------------------------------- | -------------------------------------------------- | ------------------------------------------ | ------------------------------------------ | ------------------------------------------ |
| 1                                                                         | Kuusamo                                            | HS 142 (kväll)                                     | 28 november 2009                                   | Bjørn Einar Romøren (NOR)                  | Pascal Bodmer (GER)                        | Wolfgang Loitzl (AUT)                      |
| 2                                                                         | Lillehammer                                        | HS 138 (kväll)                                     | 5 december 2009                                    | Gregor Schlierenzauer (AUT)                | Thomas Morgenstern (AUT)                   | Adam Małysz (POL)                          |
| 3                                                                         | Lillehammer                                        | HS 138                                             | 6 december 2009                                    | Simon Ammann (SUI)                         | Harri Olli (FIN)                           | Emmanuel Chedal (FRA)                      |
| 4                                                                         | Harrachov                                          | HS 142 (kväll)                                     | 12 december 2009                                   | Uppskjuten på grund av snöbrist och värme. | Uppskjuten på grund av snöbrist och värme. | Uppskjuten på grund av snöbrist och värme. |
| 5                                                                         | Harrachov                                          | HS 142                                             | 13 december 2009                                   | Uppskjuten på grund av snöbrist och värme. | Uppskjuten på grund av snöbrist och värme. | Uppskjuten på grund av snöbrist och värme. |
| 5                                                                         | Engelberg                                          | HS 137                                             | 18 december 2009                                   | Simon Ammann (SUI)                         | Gregor Schlierenzauer (AUT)                | Thomas Morgenstern (AUT)                   |
| 6                                                                         | Engelberg                                          | HS 137                                             | 19 december 2009                                   | Gregor Schlierenzauer (AUT)                | Simon Ammann (SUI)                         | Andreas Kofler (AUT)                       |
| 7                                                                         | Engelberg                                          | HS 137                                             | 20 december 2009                                   | Simon Ammann (SUI)                         | Bjørn Einar Romøren (NOR)                  | Daiki Itō (JPN)                            |
| Tysk-österrikiska backhopparveckan (29 december 2009 till 6 januari 2010) |                                                    |                                                    |                                                    |                                            |                                            |                                            |
|                                                                           | Oberstdorf                                         | HS 137 (kväll)                                     | 29 december 2009                                   | Andreas Kofler (AUT)                       | Janne Ahonen (FIN)                         | Thomas Morgenstern (AUT)                   |
|                                                                           | Garmisch-Partenkirchen                             | HS 140                                             | 1 januari 2010                                     | Gregor Schlierenzauer (AUT)                | Wolfgang Loitzl (AUT)                      | Simon Ammann (SUI)                         |
|                                                                           | Innsbruck                                          | HS 130                                             | 3 januari 2010                                     | Gregor Schlierenzauer (AUT)                | Simon Ammann (SUI)                         | Janne Ahonen (FIN)                         |
|                                                                           | Bischofshofen                                      | HS 140 (kväll)                                     | 6 januari 2010                                     | Thomas Morgenstern (AUT)                   | Janne Ahonen (FIN)                         | Simon Ammann (SUI)                         |
| 8                                                                         | Tysk-österrikiska backhopparveckan - Slutställning | Tysk-österrikiska backhopparveckan - Slutställning | Tysk-österrikiska backhopparveckan - Slutställning | Andreas Kofler (AUT)                       | Janne Ahonen (FIN)                         | Wolfgang Loitzl (AUT)                      |
| Tysk-österrikiska backhopparveckan slut                                   |                                                    |                                                    |                                                    |                                            |                                            |                                            |
| 9                                                                         | Bad Mitterndorf                                    | HS 200 (Skidflygning)                              | 9 januari 2010                                     | Robert Kranjec (SLO)                       | Simon Ammann (SUI)                         | Martin Koch (AUT)                          |
| 10                                                                        | Bad Mitterndorf                                    | HS 200 (Skidflygning)                              | 10 januari 2010                                    | Gregor Schlierenzauer (AUT)                | Robert Kranjec (SLO)                       | Harri Olli (FIN)                           |
| 11                                                                        | Sapporo                                            | HS 134 (kväll)                                     | 16 januari 2010                                    | Thomas Morgenstern (AUT)                   | Andreas Wank (GER)                         | Daiki Itō (JPN)                            |
| 12                                                                        | Sapporo                                            | HS 134                                             | 17 januari 2010                                    | Simon Ammann (SUI)                         | Noriaki Kasai (JPN)                        | Martin Koch (AUT)                          |
| 13                                                                        | Zakopane                                           | HS 134 (kväll)                                     | 22 januari 2010                                    | Gregor Schlierenzauer (AUT)                | Simon Ammann (SUI)                         | Thomas Morgenstern (AUT)                   |
| 14                                                                        | Zakopane                                           | HS 134 (kväll)                                     | 23 januari 2010                                    | Bjørn Einar Romøren (NOR)                  | Pascal Bodmer (GER)                        | Wolfgang Loitzl (AUT)                      |
| 15                                                                        | Oberstdorf                                         | HS 213 (Skidflygning)                              | 31 januari 2010                                    | Anders Jacobsen (NOR)                      | Robert Kranjec (SLO)                       | Johan Remen Evensen (NOR)                  |
| 16                                                                        | Klingenthal                                        | HS 140 (kväll)                                     | 3 februari 2010                                    | Simon Ammann (SUI)                         | Adam Malysz (POL)                          | Gregor Schlierenzauer (AUT)                |
| 17                                                                        | Willingen                                          | HS 145 (kväll)                                     | 6 februari 2010                                    | Gregor Schlierenzauer (AUT)                | Anders Jacobsen (NOR)                      | Michael Neumayer (GER)                     |
| Olympiska vinterspelen 2010 (12 till 28 februari 2010)                    |                                                    |                                                    |                                                    |                                            |                                            |                                            |
| Nordic Tournament (7 till 14 mars 2010)                                   |                                                    |                                                    |                                                    |                                            |                                            |                                            |
|                                                                           | Lahtis                                             | HS 130                                             | 7 mars 2010                                        | Simon Ammann (SUI)                         | Adam Malysz (POL)                          | Thomas Morgenstern (AUT)                   |
|                                                                           | Kuopio                                             | HS 127 (kväll)                                     | 9 mars 2010                                        | Simon Ammann (SUI)                         | Adam Malysz (POL)                          | Anders Jacobsen (NOR)                      |
|                                                                           | Lillehammer                                        | HS 138                                             | 12 mars 2010                                       | Simon Ammann (SUI)                         | Gregor Schlierenzauer (AUT)                | Adam Malysz (POL)                          |
|                                                                           | Oslo                                               | HS 134 (Världscupfinal)                            | 14 mars 2010                                       | Simon Ammann (SUI)                         | Adam Malysz (POL)                          | Andreas Kofler (AUT)                       |
| 8                                                                         | Nordic Tournament - Slutställning                  | Nordic Tournament - Slutställning                  | Nordic Tournament - Slutställning                  | Simon Ammann (SUI)                         | Adam Malysz (POL)                          | Thomas Morgenstern (AUT)                   |
| Nordic Tournament slut                                                    |                                                    |                                                    |                                                    |                                            |                                            |                                            |
| Världsmästerskapen i skidflygning (19 till 21 mars 2010)                  |                                                    |                                                    |                                                    |                                            |                                            |                                            |

### Lagtävlingar
| Omgång | Ort        | Disciplin                         | Datum            | Etta                                                                              | Två                                                                     | Trea                                                                            |
| ------ | ---------- | --------------------------------- | ---------------- | --------------------------------------------------------------------------------- | ----------------------------------------------------------------------- | ------------------------------------------------------------------------------- |
| 1      | Kuusamo    | HS 142 lag (kväll)                | 27 november 2009 | Österrike Wolfgang Loitzl Andreas Kofler Gregor Schlierenzauer Thomas Morgenstern | Tyskland Michael Uhrmann Michael Neumayer Pascal Bodmer Martin Schmitt  | Finland Matti Hautamäki Kalle Keituri Harri Olli Janne Ahonen                   |
| 2      | Oberstdorf | HS 213 lag (Skidflygning - kväll) | 30 januari 2010  | Österrike Martin Koch Andreas Kofler Wolfgang Loitzl Gregor Schlierenzauer        | Norge Johan Remen Evensen Tom Hilde Anders Jacobsen Bjørn Einar Romøren | Finland Matti Hautamäki Kalle Keituri Janne Ahonen Harri Olli                   |
| 3      | Willingen  | HS 145 Team (kväll)               | 7 februari 2010  | Tyskland Michael Neumayer Pascal Bodmer Martin Schmitt Michael Uhrmann            | Norge Johan Remen Evensen Tom Hilde Anders Jacobsen Bjørn Einar Romøren | Österrike Florian Schabereiter Michael Hayböck Stefan Thurnbichler David Zauner |
| 4      | Lahtis     | HS 130 lag (kväll)                | 6 mars 2010      | Norge Anders Bardal Roar Ljøkelsøy Tom Hilde Anders Jacobsen                      | Österrike Wolfgang Loitzl Martin Koch Andreas Kofler Thomas Morgenstern | Tyskland Michael Uhrmann Martin Schmitt Andreas Wank Michael Neumayer           |

#### Totala världscupen - slutställning (40 bästa)
| Pos. | Namn                        | Poäng |
| ---- | --------------------------- | ----- |
| 1.   | Simon Ammann (SUI)          | 1649  |
| 2.   | Gregor Schlierenzauer (AUT) | 1368  |
| 3.   | Thomas Morgenstern (AUT)    | 944   |
| 4.   | Andreas Kofler (AUT)        | 893   |
| 5.   | Adam Małysz (POL)           | 842   |
| 6.   | Wolfgang Loitzl (AUT)       | 760   |
| 7.   | Anders Jacobsen (NOR)       | 557   |
| 8.   | Martin Koch (AUT)           | 545   |
| 9.   | Bjørn Einar Romøren (NOR)   | 517   |
| 10.  | Robert Kranjec (SLO)        | 503   |

| Pos. | Namn                      | Poäng |
| ---- | ------------------------- | ----- |
| 11.  | Janne Ahonen (FIN)        | 494   |
| 12.  | Michael Uhrmann (GER)     | 424   |
| 13.  | David Zauner (AUT)        | 403   |
| 14.  | Harri Olli (FIN)          | 367   |
| 15.  | Emmanuel Chedal (FRA)     | 365   |
| 16.  | Daiki Itō (JPN)           | 359   |
| 17.  | Noriaki Kasai (JPN)       | 344   |
| 18.  | Johan Remen Evensen (NOR) | 337   |
| 19.  | Pascal Bodmer (GER)       | 336   |
| 20.  | Michael Neumayer (GER)    | 285   |

| Pos. | Namn                      | Poäng |
| ---- | ------------------------- | ----- |
| 21.  | Andreas Wank (GER)        | 259   |
| 22.  | Jakub Janda (CZE)         | 256   |
| 23.  | Antonín Hájek (CZE)       | 230   |
| 24.  | Kamil Stoch (POL)         | 203   |
| 25.  | Stefan Thurnbichler (AUT) | 201   |
| 25.  | Tom Hilde (NOR)           | 180   |
| 27.  | Matti Hautamäki (FIN)     | 154   |
| 28.  | Dmitrij Vasiljev (RUS)    | 151   |
| 29.  | Martin Schmitt (GER)      | 150   |
| 30.  | Roar Ljøkelsøy (NOR)      | 140   |

| Pos. | Namn                      | Poäng |
| ---- | ------------------------- | ----- |
| 31.  | Jernej Damjan (SLO)       | 134   |
| 32.  | Shōhei Tochimoto (JPN)    | 124   |
| 33.  | Andreas Küttel (SUI)      | 111   |
| 34.  | Kalle Keituri (FIN)       | 110   |
| 35.  | Peter Prevc (SLO)         | 108   |
| 36.  | Anders Bardal (NOR)       | 99    |
| 37.  | Sebastian Colloredo (ITA) | 96    |
| 38.  | Fumihisa Yumoto (JPN)     | 84    |
| 39.  | Mario Innauer (AUT)       | 82    |
| 39.  | Manuel Fettner (AUT)      | 82    |

#### Skidflygningscupen - slutställning (40 bästa)
| Pos. | Namn                        | Poäng |
| ---- | --------------------------- | ----- |
| 1.   | Robert Kranjec (SLO)        | 260   |
| 2.   | Gregor Schlierenzauer (AUT) | 181   |
| 3.   | Simon Ammann (SUI)          | 175   |
| 4.   | Martin Koch (AUT)           | 155   |
| 5.   | Anders Jacobsen (NOR)       | 120   |
| 6.   | Antonín Hájek (CZE)         | 118   |
| 7.   | Johan Remen Evensen (NOR)   | 115   |
| 8.   | Adam Małysz (POL)           | 108   |
| 9.   | Wolfgang Loitzl (AUT)       | 98    |
| 10.  | Janne Ahonen (FIN)          | 75    |

| Pos. | Namn                      | Poäng |
| ---- | ------------------------- | ----- |
| 11.  | Michael Uhrmann (GER)     | 71    |
| 12.  | Andreas Kofler (AUT)      | 66    |
| 13.  | Harri Olli (FIN)          | 60    |
| 14.  | Michael Neumayer (GER)    | 43    |
| 15.  | Stefan Thurnbichler (AUT) | 42    |
| 15.  | Matti Hautamäki (FIN)     | 42    |
| 17.  | Emmanuel Chedal (FRA)     | 39    |
| 18.  | Thomas Morgenstern (AUT)  | 38    |
| 19.  | Borek Sedlák (CZE)        | 35    |
| 20.  | Bjørn Einar Romøren (NOR) | 61    |

| Pos. | Namn                   | Poäng |
| ---- | ---------------------- | ----- |
| 20.  | Tom Hilde (NOR)        | 32    |
| 22.  | Andrea Morassi (ITA)   | 27    |
| 23.  | Łukasz Rutkowski (POL) | 26    |
| 24.  | David Zauner (AUT)     | 22    |
| 25.  | Kalle Keituri (FIN)    | 21    |
| 25.  | Pascal Bodmer (GER)    | 21    |
| 27.  | Denis Kornilov (RUS)   | 20    |
| 27.  | Lukas Müller (AUT)     | 19    |
| 29.  | Vegard Sklett (NOR)    | 11    |
| 30.  | Jurij Tepeš (SLO)      | 10    |

| Pos. | Namn                      | Poäng |
| ---- | ------------------------- | ----- |
| 31.  | Severin Freund (GER)      | 8     |
| 31.  | Mitja Mežnar (SLO)        | 8     |
| 33.  | Anders Bardal (NOR)       | 7     |
| 33.  | Jernej Damjan (SLO)       | 7     |
| 33.  | Krzysztof Miętus (POL)    | 7     |
| 36.  | Andreas Küttel (SUI)      | 6     |
| 37.  | Janne Happonen (FIN)      | 5     |
| 37.  | Maximilian Mechler (GER)  | 5     |
| 37.  | Sebastian Colloredo (ITA) | 5     |
| 40.  | Jan Matura (CZE)          | 4     |
| 40.  | Andreas Wank (GER)        | 4     |

#### Nationscupen - slutställning
| Pos. | Nation    | Poäng |
| ---- | --------- | ----- |
| 1.   | Österrike | 6858  |
| 2.   | Norge     | 3117  |
| 3.   | Tyskland  | 2884  |
| 4.   | Finland   | 2093  |
| 5.   | Schweiz   | 1910  |
| 6.   | Polen     | 1806  |
| 7.   | Slovenien | 1504  |
| 8.   | Japan     | 1412  |
| 9.   | Tjeckien  | 981   |
| 10.  | Frankrike | 524   |
| 11.  | Ryssland  | 470   |
| 12.  | Italien   | 158   |
| 13.  | Ukraina   | 13    |
| 14.  | Kazakstan | 4     |
| 15.  | Sydkorea  | 2     |
| 16.  | USA       | 0     |
| 16.  | Kanada    | 0     |
| 16.  | Slovakien | 0     |
| 16.  | Bulgarien | 0     |
| 16.  | Sverige   | 0     |
| 16.  | Estland   | 0     |